# Manuela Medina
Manuela Medina (o Manuela Molina) (Taxco de Alarcón; 1780 - Texcoco, Mèxic; 2 de març de 1822), també coneguda amb el sobrenom de "La Capitana", va ser una combatent mexicana durant la Guerra de la independència mexicana.

## Biografia
Els detalls de la vida de Manuela Medina són difusos, ja que no es coneix ni la data exacta del seu naixement ni el seu cognom real, perquè s'han trobat referències sota tots dos cognoms: Medina i Molina. També es desconeix el nom dels seus pares o si va tenir germans o descendència. Testimonis coetanis la descriuen com una dona alta, forta, amb trenes llargues i negres i amb uns ulls de color verd oliva. El que sí que es sap del cert és que provenia d'una tribu indígena, possiblement la tlapaneca. Va assistir a l'escola, però durant poc temps perquè va haver-hi de renunciar per a dedicar-se a feines domèstiques.
En la lluita per la independència hi va trobar la manera de defensar-se de les opressions que patia el seu poble a mans espanyoles. Així que arran del Crit de Dolores (1810), que es considera l'inici del conflicte, quan Medina tenia 30 anys, va recórrer uns 500 kilòmetres per allistar-se a les files de José Maria Morelos amb qui va combatre en l'ocupació del Port d'Acapulco el 13 d'abril de 1813, en la rendició del castell de San Diego el 20 d'agost de 1813 i en la batalla al Rancgo de las Ánimas el 24 de febrer de 1814. El 1813 va assolir el grau militar de Capitana al que es deu el seu sobrenom.
En un combat va patir dues ferides de llança que la deixaren convalescent durant més d'un any i que, finalment, el 2 de març de 1822, posaren fi a la seva vida. Va morir, pobrament, a l'edat de 42 anys, en una casa de Texcoco, quan Mèxic ja havia aconseguit el seu propòsit d'independència. Una de les seves frases més icòniques, i que il·lustren bé el tarannà del personatge, la deixà anar després d'haver recorregut tot el trajecte per combatre amb José Maria Morelos: "Ya moriré con gusto aunque me despedace una bomba de Acapulco". Frase que també es comenta a la biografia de Juan Nepomuceno Rosains, que també va combatre al costat de Morelos, quan parla de Manuela Medina: "Día 9 de Abril. Hoy no se ha hecho fuego alguno. Llegó en este día a nuestro campo Doña Manuela Medina, india natural de Texcoco, mujer extraordinaria, a quién la Junta (la de Zitácuaro) dio el título de Capitana porque ha hecho varios servicios a la Nación, acreditándose por ellos, pues ha levantado una Compañía y se ha hallado en siete acciones de guerra, hizo un viaje de más de cien leguas por conocer al General Morelos; después de haberlo hecho dijo que ya moría contenta con ese gusto, aunque la despedazara una bomba de Acapulco".